# Angelia
Angelia è una power ballad scritta e cantata da Richard Marx, estratta come terzo singolo dal suo secondo album Repeat Offender. La canzone si posizionò al quarto posto della Billboard Hot 100 nel dicembre del 1989. Raggiunse inoltre la top 40 delle classifiche australiane e la top 50 delle classifiche del Regno Unito. In Italia è risultato il singolo di maggior successo di Richard Marx e si è piazzato al tredicesimo posto in classifica.
In modo simile a quanto accaduto ai Fleetwood Mac per Rihannon, Marx si imbatté nel nome Angelia quasi per caso, ispirato da quello di un'assistente di volo incontrata mentre stava recandosi dalle parti di Dallas per un concerto. Nonostante all'epoca Marx fosse in procinto di sposarsi con Cynthia Rhodes, egli non aveva intenzione di comporre canzoni romantiche allegre, ma voleva parlare di amori non corrisposti e vecchie relazioni adolescenziali.
Per la canzone venne girato un video musicale diretto da un allora semisconosciuto Michael Bay.

## Tracce
7" Single Capitol 20-3554-7
1. Angelia (versione radiofonica) – 4:08
2. Real World (Live) – 4:12

12" Single EMI 14-203554-6
1. Angelia (versione album) – 5:17
2. Don't Mean Nothing (Live) – 8:11
3. Right Here Waiting (versione radiofonica) – 4:08

CD-Maxi Electrola 20-3554-0
1. Angelia (versione album) – 5:17
2. Don't Mean Nothing (Live) – 8:11
3. Real World (Live) – 4:12

## Formazione
- Richard Marx – voce, cori
- Michael Landau, Bruce Gaitsch – chitarre
- Michael Landau – assolo di chitarra
- Jim Cliff – basso
- Prairie Prince – batteria
- Jeffrey (C.J.) Vanston – tastiere
- Marc Russo – sassofono

## Classifiche

### Classifiche settimanali
| Classifica (1989/90)             | Posizione massima |
| -------------------------------- | ----------------- |
| Australia                        | 32                |
| Belgio (Fiandre)                 | 18                |
| Canada                           | 1                 |
| Germania                         | 23                |
| Irlanda                          | 13                |
| Italia                           | 13                |
| Nuova Zelanda                    | 16                |
| Paesi Bassi                      | 18                |
| Regno Unito                      | 45                |
| Stati Uniti                      | 4                 |
| Stati Uniti (adult contemporary) | 2                 |
| Svizzera                         | 9                 |

### Classifiche di fine anno
| Classifica (1989) | Posizione |
| ----------------- | --------- |
| Canada            | 49        |
| Classifica (1990) | Posizione |
| Italia            | 85        |